# Live in Toronto (2015)
Live in Toronto is een livealbum van King Crimson. Het is opgenomen op 20 november 2015 in het Queen Elizabeth Theatre in Toronto, Canada. Het concert vond plaats tijdens een reeks promotieconcerten voor de box The elements of King Crimson. De muziek bestaat uit een mengeling van progressieve rock en jazz, bleek uit de recensies van All About Jazz en Dutch Progressive Rock Page. Het album bevat zowel muziek uit het begintijdperk van de band, als (dan) nieuwe muziek. In het boekwerkje werd gemeld dat het concert bijna niet door was gegaan. Het optreden de avond daarvoor werd geplaagd door veel fotograferen met flitslicht, iets waar met name Robert Fripp, maar ook de gevoelige geluidsapparatuur van King Crimson niet tegen kan. In datzelfde boekwerk werd de saxofonist Albert Ayler aangehaald en diens laatste album Music is the healing force of the universe.
Opvallend aan deze versie van de band is dat achter de band drie drummers bezig zijn. Grateful Dead en Doobie Brothers baarden in de jaren zeventig opzien toen zij met twee drummers optraden.

## Musici
Op de achtergrond:
- Pat Mastelotto – slagwerk, elektronisch slagwerk
- Bill Rieflin – slagwerk, elektronisch slagwerk, toetsinstrumenten
- Gavin Harrison – slagwerk, elektronisch slagwerk

Op de voorgrond
- Robert Fripp – gitaar, gitaarsynthesizer, toetsinstrumenten
- Jakko Jakszyk – gitaar, zang
- Tony Levin – basgitaar, Chapman Stick, achtergrondzang
- Mel Collins – saxofoon, dwarsfluit

## Muziek
| Nr. | Titel                                                                                         | Duur  |
| --- | --------------------------------------------------------------------------------------------- | ----- |
| 1.  | Threshold soundscape (Fripp, Levin, Collins)                                                  | 4:00  |
| 2.  | Larks’ tongues in aspic, part one (David Cross, Fripp, John Wetton, Bill Bruford, Jamie Muir) | 10:30 |
| 3.  | Pictures of a city (Fripp, Pete Sinfield)                                                     | 8:32  |
| 4.  | VROOOM (Adrian Belew, Fripp, Levin, Trey Gunn, Bruford, Mastelotto)                           | 5;19  |
| 5.  | Radical action (to unseat the old of monkey mind) (Jakszyk, Fripp)                            | 3:21  |
| 6.  | Meltdown (Jakszyk, Fripp)                                                                     | 4:51  |
| 7.  | The hell hounds of Kim (Harrison, Rieflin, Mastelotto)                                        | 3:31  |
| 8.  | The construcktion of light (Belew, Fripp, Gunn, Mastelotto)                                   | 6:45  |
| 9.  | Red (Fripp)                                                                                   | 6:47  |
| 10. | Epitaph (Fripp, Ian McDonald, Greg Lake, Michael Giles, Sinfield)                             | 9:01  |

| Nr. | Titel                                                              | Duur  |
| --- | ------------------------------------------------------------------ | ----- |
| 1.  | Banshee legs bell hassle (Harrison, Rieflin, Mastelotto)           | 1:44  |
| 2.  | Easy money (Fripp, Wetton, Richard Palmer-James)                   | 8:34  |
| 3.  | Level five (Belew, Fripp, Gunn, Mastelotto)                        | 7:04  |
| 4.  | The letters (Fripp, Sinfield)                                      | 5:39  |
| 5.  | Sailor’s tale (Fripp)                                              | 6:57  |
| 6.  | Starless (Cross, Fripp, Wetton, Bruford, Palmer-James)             | 15:19 |
| 7.  | The court of the crimson king (McDonald, Sinfield)                 | 7:18  |
| 8.  | 21st century schizoid man (Fripp, McDonald, lake, Giles, Sinfield) | 11:42 |